# Batrachorhina bipuncticollis
Batrachorhina bipuncticollis là một loài bọ cánh cứng trong họ Cerambycidae.